# カンボジア人民党
カンボジア人民党（カンボジアじんみんとう、クメール語: គណបក្សប្រជាជនកម្ពុជា, ラテン文字転写: kŭən bak prɑciə cŭən kampuciə、英語: Cambodian People's Party）は、カンボジアの政党。2006年現在、上院、下院双方の過半数を占める与党である。2015年現在、党名誉議長はヘン・サムリン、議長がフン・セン、副議長が サル・ケン、サイ・チュム、ティー・バン、マエン・サムオーン、フン・マネットである。

## 歴史
公式党史においては、1951年9月にインドシナ共産党から分かれたカンボジア人民革命党の結党をもって、党の創立とされている。しかし、1960年9月の第2回党大会以降、ポル・ポト、イエン・サリらのパリ留学組が台頭し、カンプチア共産党と改称した。
共産党（クメール・ルージュと呼ばれた）は、1975年に内戦に勝利して民主カンプチアを樹立した。この前後、親ベトナムの党員は、強烈な粛清を逃れて多くがベトナムに亡命した。
ベトナムとの間の国境紛争が激化していた1978年12月2日、ベトナム軍占領下のカンボジア東部（ベトナム国内説もあり）で、ヘン・サムリン、フン・センら元クメール・ルージュ下級幹部と、ペン・ソバンらのベトナム長期亡命者が合同し、カンプチア救国民族統一戦線を結成して反乱を起こした。
同年12月25日にはベトナム軍がカンボジア領内に全面侵攻、翌1979年1月7日首都プノンペンが陥落して、クメール・ルージュはタイ国境地域に退却した。カンプチア救国民族統一戦線はカンプチア人民共和国の成立を宣言、カンプチア人民革命党を「再建」し、ペン・ソバンが第一書記（書記長）に就任した。
1981年末、ペン・ソバンが失脚すると、以後はヘン・サムリンが国家元首と党書記長を兼ねた。その後の内戦の過程で1982年にはクメール・ルージュがシアヌーク派、ソン・サン派の三派で連合し「民主カンプチア連合政府」を樹立、ベトナム軍に支援された人民革命党のカンプチア人民共和国に対抗した。
1989年のベトナム軍撤兵後、和平機運が高まり、国号をカンボジア国に改称。さらに、1991年10月の臨時党大会においてカンボジア人民党に改称し、多党制を採用するとともに、マルクス・レーニン主義を放棄した。
1990年のカンボジア和平東京会議をへて、1991年のカンボジア和平パリ国際会議で和平合意が成立、4派はカンボジア最高国民評議会（SNC）を結成した。1992年に設立された国連カンボジア暫定統治機構（UNTAC）の監視下で1993年4月に自由選挙による総選挙が行なわれた。選挙結果は120議席のうちシハヌークの息子ラナリットのフンシンペック（正式名称：独立・中立・平和・協力のカンボジアのための民族統一戦線）が58議席、カンボジア人民党が51議席、ソン・サンの仏教自由民主党が10議席、その他1議席となった。これにより、カンボジア人民党はフンシンペックと連立、第一首相にラナリットが、第二首相にフン・センが就任することで妥協が成立し、立憲君主制をとる新憲法を採択、シアヌークが国王に即位した。
しかし依然として強大な影響力と支配網を維持するカンボジア人民党はその後フンシンペックと微妙な緊張関係に立ち、1997年にはプノンペンでの武力衝突に発展したが、1998年7月の総選挙で第1党となり、フン・センは首相に就任した。その後もフンシンペックとの連立政権を維持してはいるが、その後選挙ごとに議席数を増やしており、2006年にはヘン・サムリンがラナリットの後任として下院議長に就任するなど、党勢は拡大の方向にあった。しかし、2013年の選挙では大幅に議席を減らし、第1党の座こそ維持したものの、党勢の退潮が目立った。
第2党であったカンボジア救国党をフン・セン政権が解党させて挑んだ2018年の国民議会選挙は、全議席を獲得し圧勝した。しかし強権化が進んだ閉塞感と対抗馬がいない中で行われた選挙に欧米などは異議を唱えている。最大野党を排除して2023年7月23日に執行された国民議会選挙では125議席中120議席を獲得し圧勝する見込み。
2023年8月22日にフン・セン政権は、息子であるフン・マネットへの権力世襲を行うが、党首であるフン・センは国民議会議員の座を維持する。2024年2月25日に執行されたカンボジア上院選挙で全58議席中55議席を獲得し圧勝した為、フン・センが上院議長に就任することとなった。

## 選挙における党勢推移
国民議会選挙（得票率）
1993年：51議席（38.23％）
1998年：64議席（41.4％）
2003年：73議席（47.35％）
2008年：90議席（58.11％）
2013年：68議席（49.36％）
2018年：125議席（76.85%）
2023年：120議席（82.30%）